# Smolęsko
Smolęsko (niem. Gr. Schmaunz See) – jezioro rynnowe w Polsce, położone w województwie zachodniopomorskim, w powiecie szczecineckim, w gminie Szczecinek.
Akwen leży na Pojezierzu Drawskim. Od zachodu przylega do jeziora Białego, około 100 metrów na południe od jeziora znajduje się  osada Malechowo.